# Carry On (canção de Fun)
"Carry On" é um single lançado a 23 de outubro de 2012 pela banda de indie rock Fun. Serviu como o terceiro single do álbum, Some Nights (2012). A canção foi escrita pelos membros da banda, Nate Ruess, Andrew Dost, Jack Antonoff, e pelo produtor do álbum, Jeff Bhasker. A canção faz parte da banda sonora da telenovela portuguesa Destinos Cruzados (2013/14).

## Composição
"Carry On" foi chamada de "uma canção de perseverança em tempos difíceis", que é apoiado por um som rock-anthem composto no tempo 12/8. A canção começa com Ruess cantando com vocais fracos, como que enfrentando uma tentativa de suicídio. Os vocais fracos de Ruess são reforçado por um grande coro e a guitarra do membro da banda Jack Antonoff. O narrador se refugia em um bar ao lado de seus amigos, que começam a contemplar a morte dos pais. Antonoff proporciona um curto solo de guitarra, que aparece por volta de 2 minutos e meio na música.

## Vídeo
Um videoclipe para a canção foi lançada em 24 de outubro de 2012 com os membros da banda participando de diferentes atividades noturnas em Nova York. Andrew Dost criou uma trilha sonora original para o início do vídeo da música. Dirigido por Anthony Mandler.

## Recepção crítica
A música foi muito bem recebido pela crítica, com semelhanças ao single anterior. The A.V. Club reviewer Marcus Glimer chamou a canção de "movidos a buzina, hino de trovão" e que serviu como uma boa "ponte" entre o seu álbum de estreia, Aim and Ignite e seu segundo álbum, Some Nights. Dave Simpson, do The Guardian, comparou a canção com trabalhos de Paul Simon e Billy Joel, e o solo de guitarra com um do Slash. Carl Williot, do Idolator, chamou-a de "edificante, mid-tempo anthem" que canalizou um sentimento de uma canção de Freddie Mercury, e notou que a banda Queen influenciou o solo de Jack Antonoff. A negative review came from Popdust's Nate Jones who criticized it as sounding "a little too much like a watered-down combination of the band’s two breakout singles."

## Performances ao vivo
Em 3 de Novembro de 2012, a banda foi o convidado musical do Saturday Night Live, com Louis C.K. apresentando, e perfomou Carry On, juntamente com "Some Nights".  Eles também a performaram no Grammy Awards de 2013.

## Desempenho
"Carry On" foi lançado a 23 de Outubro de 2012 como terceiro single do segundo álbum de estúdio, Some Nights. "Carry On" foi o terceiro single seguido de fun. a alcançar o TOP 20 na Billboard Hot 100. Debutou em #100, e, nas semanas seguintes, subiu até chegar em seu pico, #20. O single vendeu 1.337.000 de cópias digitais até Julho de 2013.

## Desempenho nas paradas
| Chart (2012–13)                                   | Peak position |
| ------------------------------------------------- | ------------- |
| Austrália (ARIA)                                  | 44            |
| Bélgica (Ultratip Bubbling Under de Flandres)     | 26            |
| Canadá (Canadian Hot 100)                         | 18            |
| Canada: Alternative Rock (America's Music Charts) | 21            |
| Irlanda (IRMA)                                    | 46            |
| Israel (Media Forest)                             | 7             |
| Italy (FIMI)                                      | 26            |
| Japão (Japan Hot 100)                             | 93            |
| Mexico Ingles Airplay (Billboard)                 | 1             |
| Nova Zelândia (Recorded Music NZ)                 | 28            |
| Estados Unidos (Billboard Hot 100)                | 20            |
| Estados Unidos (Billboard Mainstream Top 40)      | 17            |
| Estados Unidos (Billboard Adult Top 40)           | 4             |
| Estados Unidos (Billboard Alternative Airplay)    | 7             |
| Estados Unidos (Billboard Adult Contemporary)     | 14            |
| US Rock Songs (Billboard)                         | 2             |

| Chart (2013)              | Position |
| ------------------------- | -------- |
| Canada (Canadian Hot 100) | 69       |
| US Billboard Hot 100      | 76       |